# Жестылево
Жестылево — село в Дмитровском районе Московской области, в составе сельского поселения Якотское. Население — 120 чел. (2010). До 1939 года — центр Жестылевского сельсовета. В 1994—2006 годах Жестылево входило в состав Якотского сельского округа. 
В селе действует Покровская церковь 1904 года постройки, работа архитектора Родионова.

## Расположение
Жестылево расположено в северо-восточной части района, примерно в 8 км к северо-востоку от Дмитрова, на северном берегу Жестылёвского водохранилища, устроенного на реке Якоть, высота центра над уровнем моря 177 м. 
Ближайшие населённые пункты — Рыбное на северо-западе, Торговцево и Власково южнее, на противоположном берегу водохранилища, Скриплево — на востоке. Через село проходит автодорога А108 (Московское большое кольцо).

## История
Жестылева Повельского стана с пустошью Репехево на реке Якоти в начале XVI века упоминается как вотчина Федора Семеновича Башенина. 
В 1578 году царский крестовый дьяк Андрей Верещевский продаёт село Жестылево за 250 рублей в Троице-Сергиев монастырь.
В 1764 году в ходе секуляризационной реформы, принадлежащие Троицкому монастырю село Подчерково с деревнями Татищево, Теряево и Жестылево, перешли в Государственную коллегию экономии. Жестылёво вошло в состав образованной экономической Подчёрковской волости.
На 1924 год согласно изданию Дмитровского уездного комитета в Жестылёве были: водная мельница, ткацкая артель, школа, общество потребителей. В селе располагались: сельсовет, сельский ККОВ, ячейка РКСМ.
На 1926 год согласно Всесоюзной переписи в селе проживало 264 мужчины и 302 женщины (566 человек) в 112 хозяйствах.
В 1939 году Жестылёвский сельсовет был ликвидирован. Его поселения вошли в состав Даниловского сельсовета.

## Население

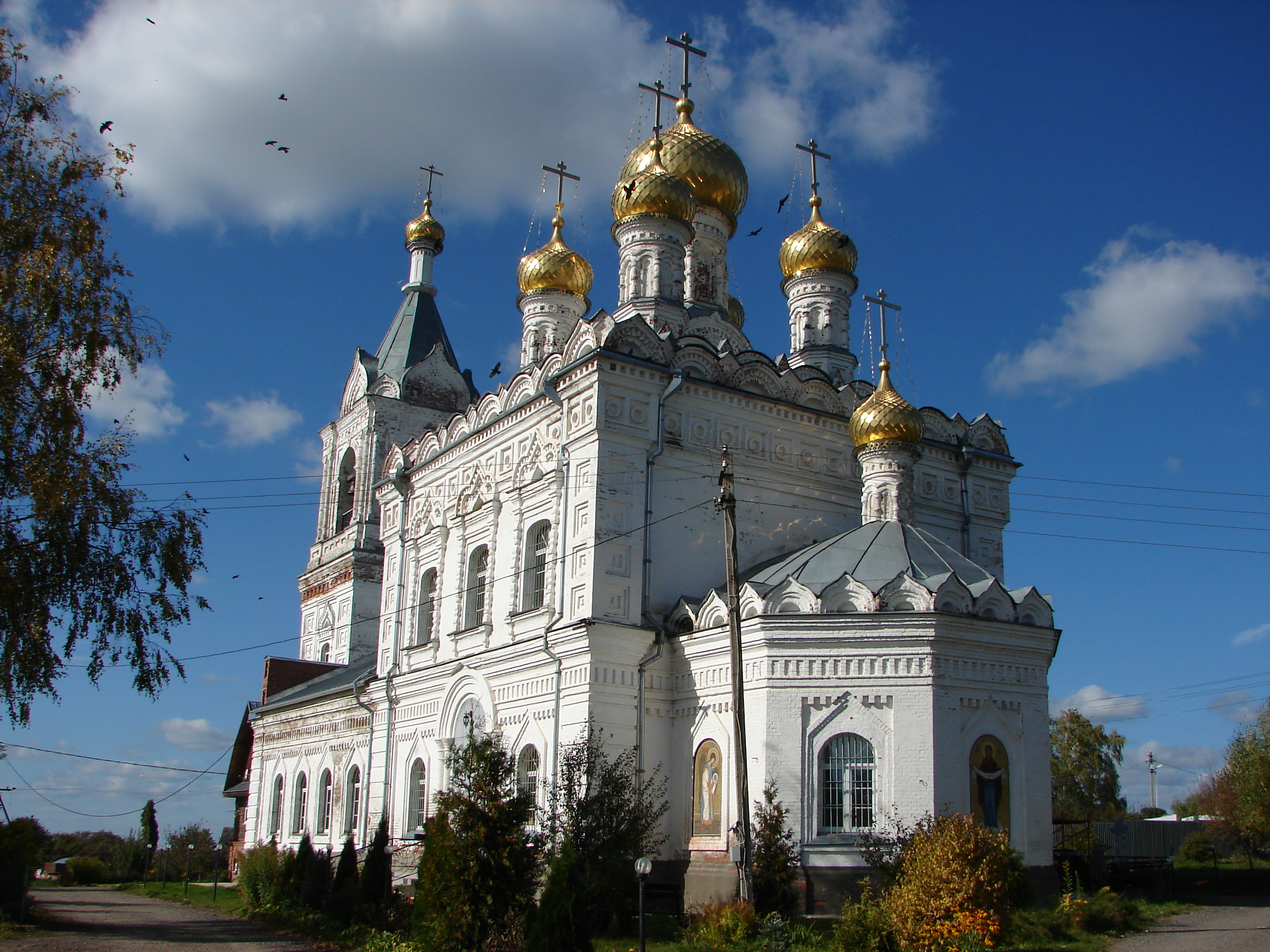
Церковь Покрова Пресвятой Богородицы

| 2002 | 2006 | 2010 |
| ---- | ---- | ---- |
| 86   | ↗90  | ↗120 |